# Spanish Point
Spanish Point (en irlandés: Rinn na Spáinneach) es un área del condado de Clare, en la República de Irlanda. Es una población principalmente turística en verano, con muchas casas de vacaciones; durante el invierno tiene una población significativamente menor. También es una de las mejores zonas para practicar el surf del condado de Clare. El nombre hace referencia al hundimiento de algunos buques de la Armada Invencible española frente a la costa.

## Historia
Se le llamó Punta Española después de que se hundieran varios buques de la Armada de Felipe II a causa de una gran tormenta, en un intento de atacar Inglaterra, en 1588. 
Los soldados que pudieron escapar del naufragio de los buques de la Armada y llegaron a la costa fueron más tarde ejecutados por Sir Turlough O'Brien de Liscannor de Boethius Clancy, High Sheriff de Clare.[2]

## Deporte
El pueblo tiene una excelente playa, que es muy popular para los nadadores y surfistas. Además tiene uno de los campos de golf más antiguos del país.

## Nativos famosos
- En este pueblo nació el presidente de Irlanda (1976–1990) Patrick Hillery.

- Datos: Q2471318
- Multimedia: Spanish Point / Q2471318